# Numerazione ufficiale dei comuni svizzeri
La numerazione ufficiale dei comuni svizzeri è uno strumento dell'Ufficio federale di statistica (UFS).

## Lista dei comuni
L'elenco ufficiale dei comuni svizzeri è aggiornato dal Dipartimento federale dell'interno in virtù dell'articolo 6 dell'Ordinanza federale del 30 dicembre 1970 sui nomi di luogo, dei comuni e delle stazioni. Tale elenco funge da riferimento a livello federale per quanto concerne la determinazione, l'ortografia e il cambiamento di comuni e stazioni ed è ordinato per cantone e per distretto.
L'elenco ufficiale può essere scaricato dall'apposita pagina web dell'Ufficio federale di statistica.

## Regole di numerazione
Oltre all'ordinamento per cantone e per distretto, i comuni sono elencati in ordine alfabetico. Un numero incrementale è attribuito a ciascun comune, dato un certo numero di cifre vuote fra un distretto o cantone al successivo quale margine per un'eventuale modifica.
A titolo di esempio:
| Cantone | Distretto | Numero | Nome               |
| ------- | --------- | ------ | ------------------ |
| ZH      | 101       | 1      | Aeugst am Albis    |
| ZH      | 101       | 2      | Affoltern am Albis |
| ....    |           |        |                    |
| JU      | 2603      | 6806   | Vendlincourt       |

## Problemi attuali e soluzioni
Al di là della sua struttura significativa, la numerazione attualmente in uso presenta vari problemi, in particolare in caso di modifica dell'elenco o nella possibilità di mantenere una traccia storica dello stato dei comuni. Una revisione completa del sistema di attribuzione dei numeri di comune, prevista nel 2007, dovrebbe consentire di risolvere questi problemi.